# Christoph Schlingensief
Christoph Schlingensief, född 24 oktober 1960 i Oberhausen i Nordrhein-Westfalen, död 21 augusti 2010 i Berlin, var en tysk teater-, film- och operaregissör, dramatiker och performancekonstnär.

## Biografi
Christoph Schlingensief studerade tyska, litteraturhistoria, filosofi och konsthistoria vid Münchens universitet. 1983 började han arbeta som assistent åt den experimentelle filmregissören Werner Nekes. Därefter arbetade han som regiassistent på TV-kanalen Das Erste. Han regisserade sin första spelfilm 1984, Tunguska - Die Kisten sind da. Han väckte uppseende och förargelse med sin filmsvit 1989-1992 som sträckte sig från Adolf Hitlers sista dagar i bunkern till Tysklands återförening gestaltat som en motorsågsmassaker på en össtysk familj och med en skildring av den framväxande nynazismen. Som teaterregissör debuterade han 1993 på Volksbühne i Berlin med sin egen 100 Jahre CDU – Spiel ohne Grenzen. Han fortsatte sedan som regissör på Volksbühne fram till sin död 2010, under samma tid har han frilansat vid teatrar som Burgtheater i Wien, Deutsches Schauspielhaus i Hamburg, Maxim-Gorki-Theater i Berlin och Schauspielhaus Zürich. 1997 blev han arresterad för installationen Mein Fett, mein Filz, mein Hase – 48 Stunden Überleben für Deutschland på utställningen Documenta i Kassel, installationen innehöll en affisch med påskriften "Döda Helmut Kohl". Christoph Schlingensief gjorde sig känd som tysk teaters och films främste avantgardist, provokatör och enfant terrible. År 2000 gjorde han big brother-installationen Bitte liebt Österreich i centrala Wien med asylsökande, spelade av skådespelare, som levde i kontainrar, där den som åkte ut skulle lämna landet. 2001 satte han upp William Shakespeares Hamlet på Schauspielhaus Zürich med en ensemble bestående av nynazister och skinnskallar. 2004 väckte han uppståndelse hos den konservativa publiken när han satte upp Richard Wagners opera Parsifal för Bayreuthfestspelen och tolkade den respektlöst som konflikten mellan kristendomen och islam. Han ansåg dock att den europeiska operan var död och iscensatte operabyprojektet Ein Festspielhaus für Afrika i Burkina Faso. 2010 var han inbjuden till Berliner Theatertreffen med verket Via Intolleranza II som var en samproduktion mellan flera teatrar. 2009 iscensatte han verket Mea culpa på Burgtheater om sin egen förestående död i lungcancer. Han representerade Tyskland på Venedigbiennalen 2003 och postumt 2011, då han tilldelades Guldlejonet.